# 丘基卡马塔
丘基卡马塔（西班牙語：Chuquicamata）位于智利卡拉马，是世界上最大的露天铜矿。1952年建造了浮选和冶炼设施，至1968年扩产至年产量50万吨铜。矿场归智利国营铜矿公司CODELCO所有。矿场顶部海拔高度为2,850米（9,350英尺），矿坑深度达850（2,790英尺），仅次于美国犹他州賓漢谷銅礦場，是世界上第二深的露天矿坑。

## 历史
在殖民前和殖民时期，印加人和西班牙探险者就对丘基卡马塔的矿藏进行了开采，而在1879年至1912年间，智利和英国的公司则专注于开采该地的斑铜矿矿脉。在20世纪90年代，此矿的露天采场曾被誉为世界最大矿坑，但之后其地位被埃斯孔迪达矿所超越；后者如今已成为全球最大的生产矿，年产能高达75万吨，占2000年全球总产量的5.6%。几个世纪以来，丘基卡马塔一直是铜矿开采的重要地点，1899年发现的“铜人”木乃伊就是明证，这具木乃伊的制作年代可追溯到公元550年左右。这尊木乃伊是在一个古矿井中被发现的，显然是被落石所困。此外，有记载表明，16世纪初佩德罗·德·瓦尔迪维亚穿越此地时，曾从当地人手中获得铜马蹄铁。
在太平洋战争爆发前，此地的采矿活动规模尚小。太平洋战争后，智利吞并了秘鲁和玻利维亚的部分领土，包括丘基卡马塔。此时，大批矿工受“红金热”的吸引涌入该地区。很快，丘基卡马塔地区遍布矿坑，矿权申请一度多达400余份。
当时，采矿营地混乱无序。由于1873年的《矿业法》存在漏洞，矿权归属常引发争议，而1891年智利内战期间卡拉马被占、叛军没收忠诚者矿场的事件，更让局势变得错综复杂。许多矿工聚居在矿场周边的临时棚户区内，如蓬塔德里莱斯、普拉西拉和班科德拉蒙德等地。这些聚居地为矿工提供酒精、赌博、卖淫等服务，谋杀案件也几乎每日发生。直至1918年，军队才介入维持秩序。最终，这些棚户区被矿场东侧的废渣填埋。
早期开采主要集中在如萨拉戈萨和巴尔马塞达这样的高品质矿脉，其铜矿含量可高达10-15%，而低品质的矿石则被遗弃。
1899至1900年间，拉科姆帕尼亚德科布雷德安托法加斯塔公司合伙人诺曼·沃克曾尝试处理低品位矿石，但以失败告终，致使公司负债累累。由于缺水、与世隔绝、沟通困难、资金匮乏以及铜价波动，采矿业在当时并未真正全面发展。尽管如此，大型矿业公司最终还是崭露头角，他们以商业公司的形式进行组织，而非采矿作业，以此规避采矿法规中的问题。这些公司开始收购和整合小型矿山和矿权。1951年，年轻的切·格瓦拉在他的回忆录《摩托日记》中记录了与阿尔贝托·格拉纳多一起参观矿山的经历，他将其描述为“......一出现代戏剧的场景。你不能说它缺乏美，但它是一种没有优雅的美，威严而冰冷。”

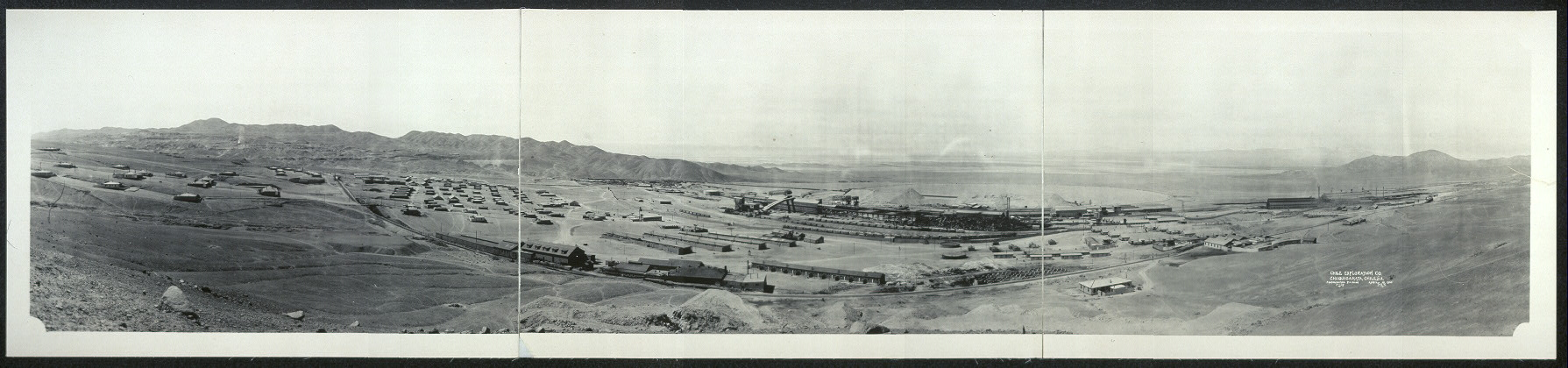
1925年的丘基卡玛塔